# Die Austreibung
Die Austreibung er en tysk stumfilm fra 1923 af F. W. Murnau.

## Medvirkende
- Carl Goetz som Steyer
- Ilka Grüning
- Eugen Klöpfer
- William Dieterle som Lauer
- Aud Egede-Nissen som Ludmilla
- Emilie Kurz